# Aloe jibisana
Aloe jibisana ist eine Pflanzenart der Gattung der Aloen in der Unterfamilie der Affodillgewächse (Asphodeloideae). Das Artepitheton jibisana verweist auf das Vorkommen der Art auf dem Jibisa-Berg in Kenia.

## Beschreibung

### Vegetative Merkmale
Aloe jibisana wächst stammbildend und verzweigt an und nahe der Basis. Aufrechte Stämme erreichen eine Länge von bis zu etwa 45 Zentimeter, niederliegende werden bis zu 150 Zentimeter lang. Die lanzettlichen Laubblätter sind entlang der Stämme zerstreut angeordnet. Auf einer Länge von 60 Zentimetern oder mehr sind sie ausdauernd. Die trüb grüne, leicht wachsig erscheinende Blattspreite ist bis zu 14 Zentimeter lang und 2,5 Zentimeter breit. Auf der Blattunterseite befinden, sich insbesondere bei den Blättern nahe der Stammbasis, zerstreute weißliche Flecken. Die stechenden, weißlichen, rot gespitzten Zähne am Blattrand sind 2 Millimeter lang und stehen 6 bis 8 Millimeter voneinander entfernt. Der Blattsaft ist gelb.

### Blütenstände und Blüten
Der aufrechte Blütenstand ist einfache oder bildet einen Zweig aus. Er erreicht eine Länge von bis zu 25 Zentimeter. Die fast dichten Trauben sind zylindrisch und bestehen aus 20 bis 25 Blüten. Endständige Trauben sind 8 Zentimeter lang und 4 bis 6 Zentimeter breit, die übrigen sind bis zu 3 Zentimeter lang, Die dreieckigen, lang zugespitzten Brakteen weisen eine Länge von 5 Millimeter auf und sind an ihrer Basis 2 Millimeter breit. Die gelben Blüten besitzen grüne Spitzen und stehen an 10 bis 11 Millimeter langen Blütenstielen. Die Blüten sind 20 Millimeter lang und an ihrer Basis sehr kurz verschmälert. Oberhalb des Fruchtknotens sind die Blüten auf 6 Millimeter verengt. Ihre äußeren Perigonblätter sind auf einer Länge von 10 Millimetern nicht miteinander verwachsen. Die Staubblätter und der Griffel ragen 1 bis 2 Millimeter aus der Blüte heraus.

## Systematik und Verbreitung
Aloe jibisana ist in Kenia auf Felssimsen in Höhen von etwa 1370 Metern verbreitet.
Die Erstbeschreibung durch Leonard Eric Newton wurde 2007 veröffentlicht.

## Nachweise